# Madeleine Aumont
Pour les articles homonymes, voir Aumont.
Madeleine Aumont, née Madeleine Marguerite le 27 octobre 1924 à Putot-en-Auge (Calvados , France) et morte le 27 janvier 2016 à Lisieux (Calvados, France), est une catholique française, célèbre pour avoir témoigné de quarante-neuf apparitions christiques du 28 mars 1972 au 6 octobre 1978. Ces apparitions n'ont pas été reconnues par l’Église catholique.

## Biographie

### Conversion
Fille de modestes gardiens d'une propriété de Putôt en Auge, elle devient couturière et épouse Roland Aumont le 14 août 1948. Celui-ci travaille pour l'entreprise Tréfimétaux à Dives sur Mer. Ils ont ensemble cinq enfants. À la mort de son père, elle prend en charge sa mère et s'en va vivre à Dozulé le 3 août 1968[réf. à confirmer].
Madeleine est croyante mais sa foi est faible. Quelques jours avant Pâques 1970, elle reçoit l'Eucharistie et témoigne : « Je venais de recevoir la communion, à la messe du Dimanche suivant Pâques, et en revenant de l’autel, sans avoir eu le temps de revenir à la chaise et de m'agenouiller, quelque chose se produisit en moi ; il me semblait que mon être était différent. J’ai ressenti presque comme une défaillance, comme si quelque chose se transformait en moi, j'étais comme ivre de joie et de bonheur. Je sentais quelque chose de merveilleux, d’inexplicable, comme si je venais de découvrir un autre monde, une douceur inexplicable me possédait. »
Le dimanche suivant, 12 avril 1970, elle ressent une présence spirituelle et trouve la foi.

### Apparitions de Dozulé

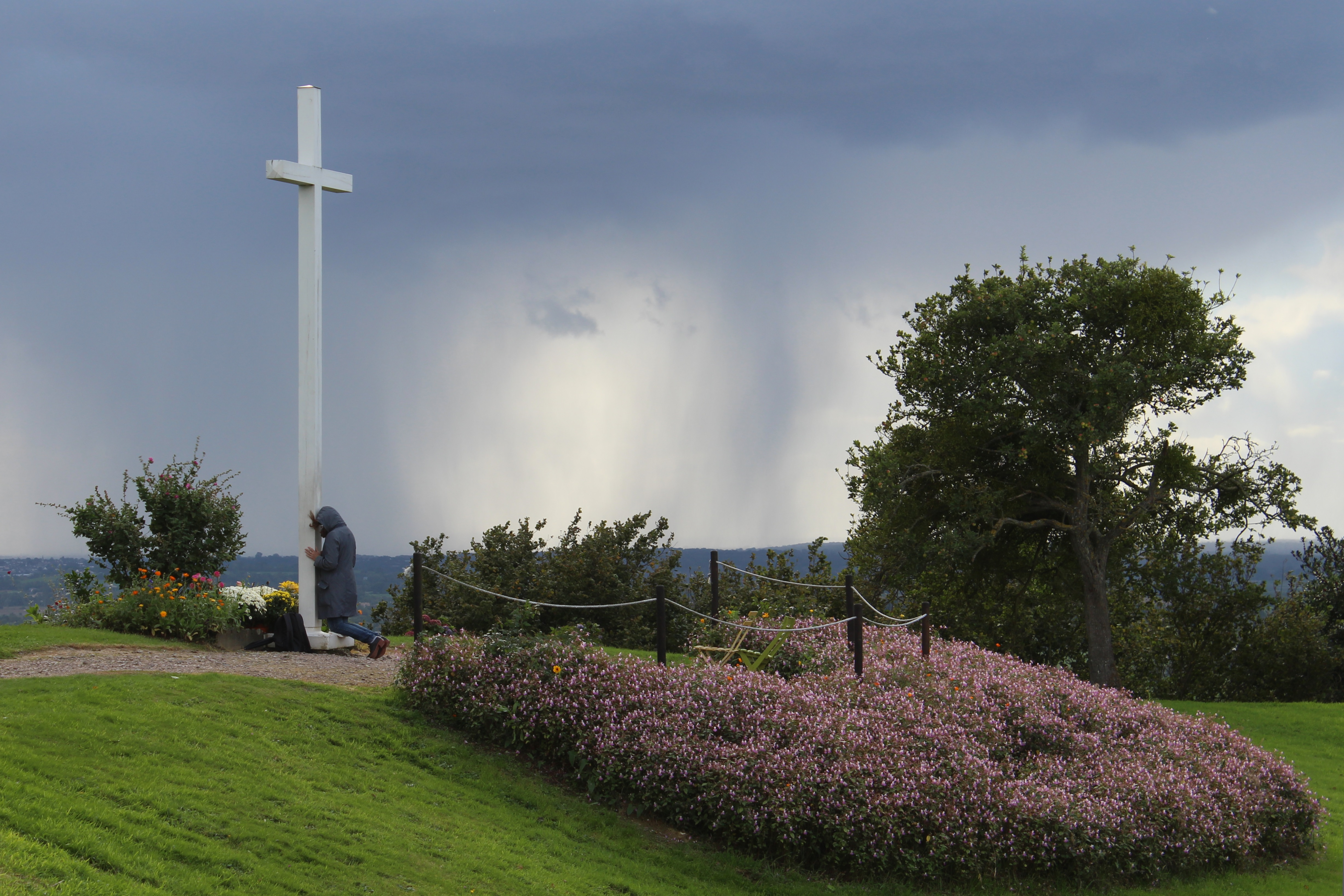
La croix de Dozulé.

En octobre 1983, elle affirme avoir été témoin du 28 mars 1972 au 6 octobre 1978 de quarante-neuf apparitions du Christ et de saint Michel sur la Haute Butte de Dozulé. À la demande du prêtre de l'époque, l'abbé L'Horset, elle a transcrit ces visions dans des cahiers. Depuis, des pèlerins venus de toute l'Europe se recueillent régulièrement sur les lieux, où une croix est en projet, appelée communément La Croix glorieuse. Cette croix de 738 m doit être construite pour protéger les lieux de la fin du monde proche,,.
Faute de pouvoir réunir l'argent pour construire cette croix, des croix de 7,38 m ont été plantées en de nombreux endroits par les croyants,.
À propos des témoignages de Madeleine, l'évêque de Bayeux-Lisieux Jean Badré affirme : « À côté des appels à la conversion, à la confiance envers la Croix glorieuse et à la dévotion eucharistique, les écrits publiés contiennent des accents et des exigences tout à fait inacceptables »[réf. souhaitée]. La condamnation est confirmée par son successeur Pierre Pican, ainsi que par le cardinal Joseph Ratzinger.
À la suite des déclarations faites le 29 mai 2011 lors de la messe en l'église de Dozulé, le nouvel évêque de Bayeux-Lisieux, Jean-Claude Boulanger, confie à Marie Hélène Mazot la mission d'accueillir au nom de la paroisse les pèlerins se rendant sur la butte de Dozulé faisant d'elle le lien avec l'Église[réf. nécessaire].
Madeleine Aumont meurt finalement le 27 janvier 2016 à l'hôpital de Lisieux, à l'âge de 91 ans.